# Harleshof
Harleshof ist ein Gemeindeteil der Stadt Windischeschenbach im Landkreis Neustadt an der Waldnaab in Bayern.

## Geografie
Die Einöde liegt westlich von Windischeschenbach. Durch den Ort fließt der Harleshofer Bach. Nördlich fließt die Fichtelnaab, ein 42 km langer rechter Nebenfluss der Naab.
Die B 299 verläuft nördlich, die B 22 westlich und die A 93 östlich.